# Sagrada
Sagrada ist ein Würfel- und Legespiel für zwei bis vier Personen von den kanadischen Spieleautoren Adrian Adamescu und Daryl Andrews, das 2017 bei dem amerikanischen Verlag Floodgate Games nach einer erfolgreichen Kampagne auf der Plattform kickstarter.com erschienen ist. 2018 erschien es international bei verschiedenen Verlagen, eine deutsche Version wurde von Pegasus Spiele produziert.
In dem Spiel versuchen die Mitspielenden in der Rolle von Kunsthandwerkern, mit Hilfe von farbigen Würfeln Kirchenfenster in der Sagrada Família zu erschaffen und darüber möglichst viele Prestigepunkte zu bekommen.

## Thema und Ausstattung
Bei Sagrada geht es thematisch um den Bau von Kirchenfenstern, die jeder Spieler auf einer individuellen Auslage aus farbigen Würfeln mit unterschiedlichen Augenzahlen aufbauen müssen. Die Spieler müssen dabei vorgegebene Musterkarten berücksichtigen und können durch geheime und offene Auftragskarten für die Fenstergestaltung Punkte generieren. Das Spiel wird aufgrund des Themas und der Gestaltung häufig mit dem Spiel Azul, dem Spiel des Jahres 2018, verglichen, obwohl die Spielmechanik eine andere ist. Parallelen in der Spielmechanik bestehen zu Sudoku.
Das Spielmaterial besteht aus:
- 4 Spielertableaus (Kirchenfenstern),
- 90 Würfel, davon je 18 in 5 verschiedenen Farben (gelb, rot, violett, blau und grün),
- 12 Musterkarten,
- 5 geheime Auftragskarten,
- 12 Werkzeugkarten,
- 10 Öffentliche Auftragskarten,
- 4 Wertungsmarken
- 24 Gunststeine,
- ein Rundenanzeiger (Vorderseite) bzw. eine Prestigeleiste (Rückseite), und
- ein Beutel.

## Spielweise
Zur Spielvorbereitung bekommt jeder Spieler ein Spielertableau sowie eine Musterkarte (ausgewählt aus zwei Karten), die in das Tableau eingeschoben wird. Zusätzlich bekommt jeder Mitspieler eine geheime Auftragskarte, einen Wertungsmarker entsprechend der Farbe des Tableaus sowie so viele Gunststeine, wie auf seiner Musterkarte angegeben ist. Die Musterkarten und die Werkzeugkarten werden gemischt und von beiden Typen werden je drei Karten offen ausgelegt. Abhängig von der Spieleranzahl werden einige Würfel aus dem Bestand aussortiert (bei 3 Spielern je 4 Würfel pro Farbe, bei 2 Spielern je 8 Würfel pro Farbe). Die Würfel kommen in den Beutel, aus dem sie im Laufe des Spiels gezogen werden. Der Rundenanzeiger und die Wertungsmarker kommen in die Tischmitte.
Das Spiel läuft über 10 Runden mit je zwei Durchgängen. Ein Startspieler zieht aus dem Beutel zufällig pro Mitspieler 2 Würfel sowie einen zusätzlichen als Rundenmarker, danach wirft er diese und legt sie in der Tischmitte als Fundus aus. Der Startspieler beginnt anschließend seinen ersten Zug, die anderen Spieler folgen im Uhrzeigersinn, danach beginnt der letzte Spieler des ersten Durchgangs den zweiten Durchgang und es wird entgegen dem Uhrzeigersinn gespielt. Jeder Spieler darf pro Zug einen Würfel aus dem Fundus nehmen und diesen auf sein Kirchenfenster im Spielertableau legen. Zusätzlich darf er entscheiden, ob er durch die Abgabe von Gunststeinen eine Werkzeugkarte nutzen möchte. Bei der Auslage muss der allererste Würfel auf einem Rand- oder Eckfeld platziert werden. Spätere Würfel müssen immer mit der Seite oder diagonal angrenzend an einen bereits platzierten Würfel eingesetzt werden. Zudem dürfen Würfel nie waagerecht oder senkrecht an einen Würfel mit derselben Zahl oder Farbe angrenzen und sie müssen die Vorgaben der Musterkarte für die Farbe oder Schattierung (Augenzahl) auf vorgegebenen Feldern erfüllen. Kann ein Spieler keinen der im Fundus ausliegenden Würfel einsetzen oder möchte dies nicht, verzichtet er auf seinen Zug.
Um eine offen ausliegende Werkzeugkarte zu nutzen, muss ein Spieler Gunststeine ausgeben. Dabei gibt der erste Spieler, der ein Werkzeug einsetzen möchte, einen Stein ab und nachfolgende Spieler müssen immer 2 Steine für dasselbe Werkzeug einsetzen. Hat ein Spieler die Gunst bezahlt kann er das Werkzeug entsprechend der Vorgabe nutzen und damit sein Fenster verändern oder den Fundus manipulieren.
Haben alle Spieler ihre beiden Züge gemacht, endet die Runde und der verbliebene Würfel wird auf die jeweils niedrigste Zahl auf dem Rundenanzeiger abgelegt. Verbleiben mehr als ein Würfel im Fundus werden sie oberhalb des Rundenanzeigers abgelegt und stehen wie alle Rundenmarker für spezielle Werkzeugkarten zur Verfügung. Der bisherige Startspieler reicht den Beutel im Uhrzeigersinn an den nächsten Spieler weiter, der die nächste Runde beginnt. Wenn ein Fenster zu irgendeinem Zeitpunkt oder bei der Wertung einen Fehler aufweist, wird das Spiel unterbrochen und der Spieler muss so lange Würfel entfernen, bis die Auslage wieder den Regeln entspricht.
Das Spiel endet nach 10 Runden, danach entfernen die Spieler alle Würfel vom Rundenanzeiger und drehen ihn auf
die Prestigeleiste. Mit Hilfe der farbigen Wertungsmarken werden die Prestigepunkte auf der Leiste abgetragen. Die Spieler bekommen Punkte für die Erfüllung von öffentlichen und geheimen Auftragskarten entsprechend der Angaben auf diesen Karten sowie zusätzlich einen Punkt für jeden verbliebenen Gunststein. Freie Felder im Fenster werden mit je einem Punkt abgezogen. Gewinner des Spiels ist der Spieler mit den meisten Punkten, bei einem Gleichstand entscheidet die Höhe der Punkte, die durch den Geheimauftrag erfüllt wurde, und danach die Anzahl der verbliebenen Gunststeine.

## Veröffentlichungen
Das Spiel Sagrada wurde von Adrian Adamescu und Daryl Andrews entwickelt und nach einer erfolgreichen Crowdfunding-Kampagne auf Kickstarter.com 2017 bei dem Verlag  Floodgate Games in den Vereinigten Staaten veröffentlicht. Dabei wurde das Spiel von  fast 3000 Unterstützern mit mehr als 150.000 US$ unterstützt. 2018 erschien das Spiel international bei mehreren Verlagen, darunter auf Deutsch von Pegasus Spiele.

## Belege
1. 1 2 3 4 5 6 7 8  Spielanleitung Sagrada, Pegasus 2018.
2. ↑  Wieland Herold: Sagrada. Rezension im Blog Mit 80 Spielen durch das Jahr, 21. August 2018; Abgerufen am 16. November 2018.
3. ↑  Sagrada - A Game of Dice Drafting and Window Crafting. Kampagne auf Kickstarter.com, 2017; Abgerufen am 16. November 2018.
4. ↑  Sagrada, Versionen bei BoardGameGeek. Abgerufen am 15. November 2018.